# Leptopelis bufonides
Leptopelis bufonides es una especie de anfibios de la familia Arthroleptidae.
Habita en Burkina Faso, Camerún, Chad, Gambia, Ghana, Nigeria, Senegal y, posiblemente, Benín, Costa de Marfil, Guinea, Guinea-Bissau, Malí, Níger y Togo.
Su hábitat natural incluye sabanas secas, zonas de arbustos tropicales o subtropicales, praderas tropicales o subtropicales a baja altitud, praderas húmedas o inundadas en alguna estación, lagos permanentes o temporales de agua fresca, marismas de agua fresca y tierras de pastos.